# Curtis H. Castle

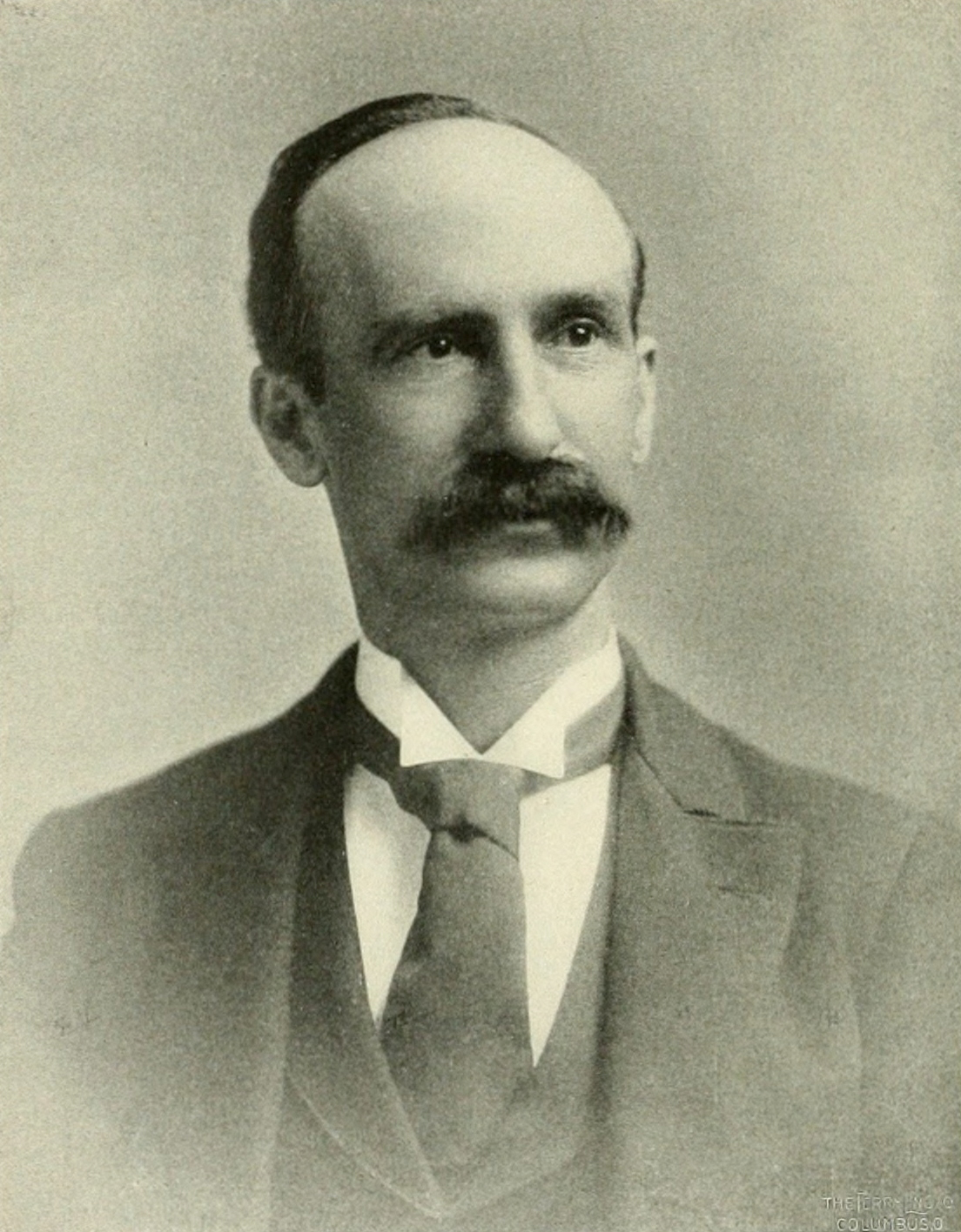
Curtis H. Castle

Curtis Harvey Castle (* 4. Oktober 1848 in Galesburg, Illinois; † 12. Juli 1928 in Santa Barbara, Kalifornien) war ein US-amerikanischer Politiker. Zwischen 1897 und 1899 vertrat er den Bundesstaat Kalifornien im US-Repräsentantenhaus.

## Werdegang
Curtis Castle besuchte die öffentlichen Schulen seiner Heimat und studierte danach bis 1872 an der Northwestern University in Evanston. Danach arbeitete er zwischen 1872 und 1876 als Lehrer in Washington (Texas). Danach studierte er am College of Physicians and Surgeons in Keokuk (Iowa) Medizin. Bis 1882 praktizierte er in Iowa in seinem neuen Beruf. Danach zog er nach Kalifornien, wo er sich zunächst in Point Arena und ab 1888 in Merced niederließ und als Arzt betätigte. Zwischen 1894 und 1896 war er Mitglied der American Academy of Medicine. Politisch schloss sich Castle der Populist Party an. Im Merced County war er deren Parteivorsitzender. Gleichzeitig saß er im Staatsvorstand seiner Partei.
Bei den Kongresswahlen des Jahres 1896 wurde Castle im siebten Wahlbezirk von Kalifornien in das US-Repräsentantenhaus in Washington, D.C. gewählt, wo er am 4. März 1897 die Nachfolge von William W. Bowers antrat. Da er im Jahr 1898 nicht bestätigt wurde, konnte er bis zum 3. März 1899 nur eine Legislaturperiode im Kongress absolvieren. Diese war von den Ereignissen des Spanisch-Amerikanischen Krieges geprägt. Nach dem Ende seiner Zeit im US-Repräsentantenhaus praktizierte Curtis Castle wieder als Arzt. Er verbrachte seinen Lebensabend in Santa Barbara, wo er am 12. Juli 1928 starb.